# Giovanni Bongiorni
Giovanni Bongiorni (* 8. Juli 1956 in Pisa) ist ein ehemaliger italienischer Sprinter.

## Leben
Bei den Europameisterschaften 1982 in Athen kam er mit der italienischen Mannschaft in der 4-mal-100-Meter-Staffel auf den vierten Platz.
1984 gewann er bei den Halleneuropameisterschaften in Göteborg Bronze über 200 Meter und wurde bei den Olympischen Spielen in Los Angeles erneut Vierter mit der italienischen Staffel.
Bei den Europameisterschaften 1986 in Stuttgart gehörte er zum italienischen Quartett, das in der 4-mal-400-Meter-Staffel auf dem vierten Platz einlief.
1981 wurde er über 200 Meter italienischer Meister im Freien, 1986 in der Halle.

## Persönliche Bestzeiten
- 100 m: 10,60 s, 20. Juli 1982, Rom
- 200 m: 20,82 s, 15. Juli 1981, Turin
  - Halle: 21,00 s, 23. Februar 1984, Turin
- 400 m: 46,76 s, 7. September 1986, Rieti